# Bezdomovectví

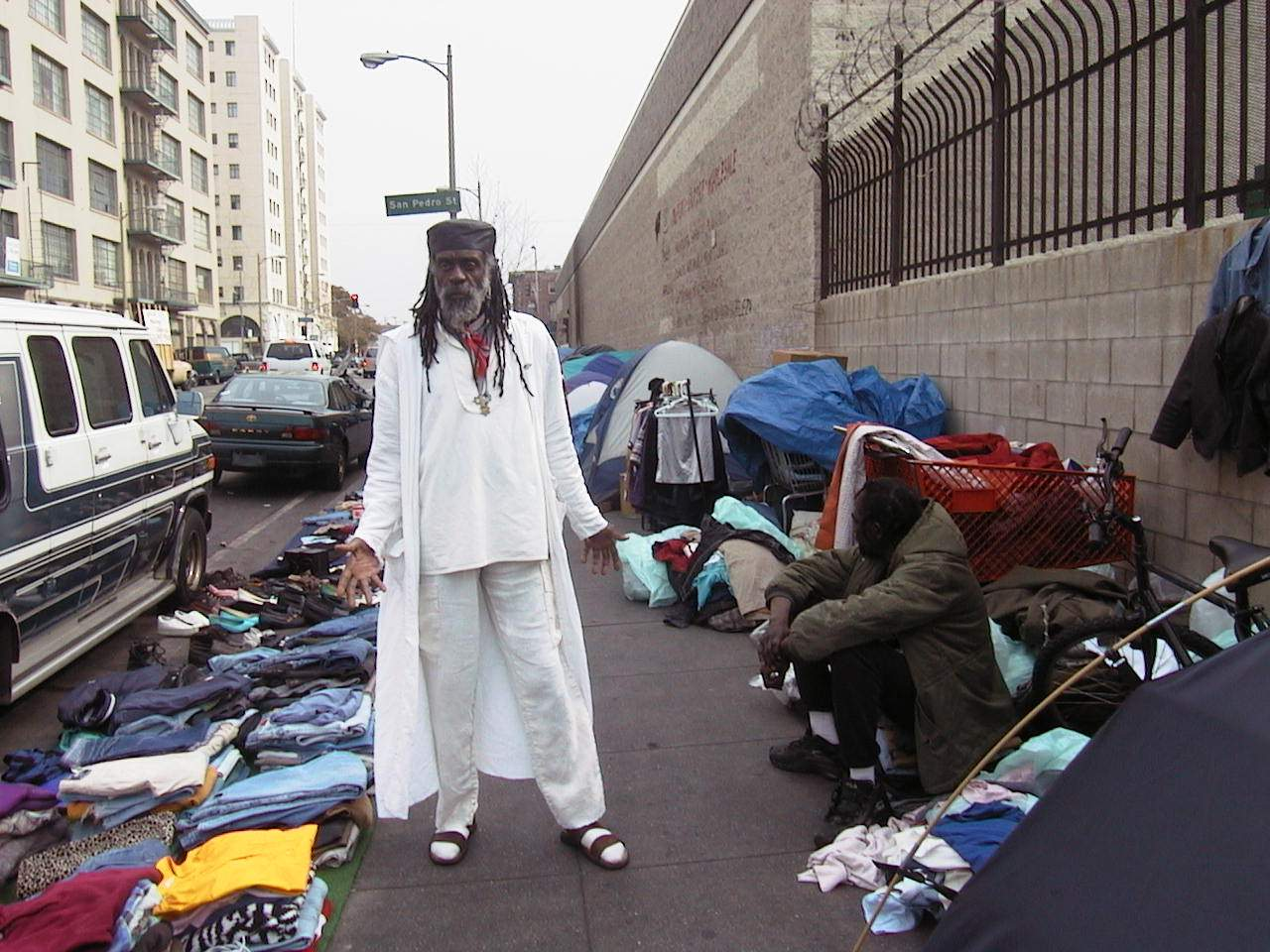
Ve stanovém městě ve Skid Row v Los Angeles žijí tisíce lidí bez domova.

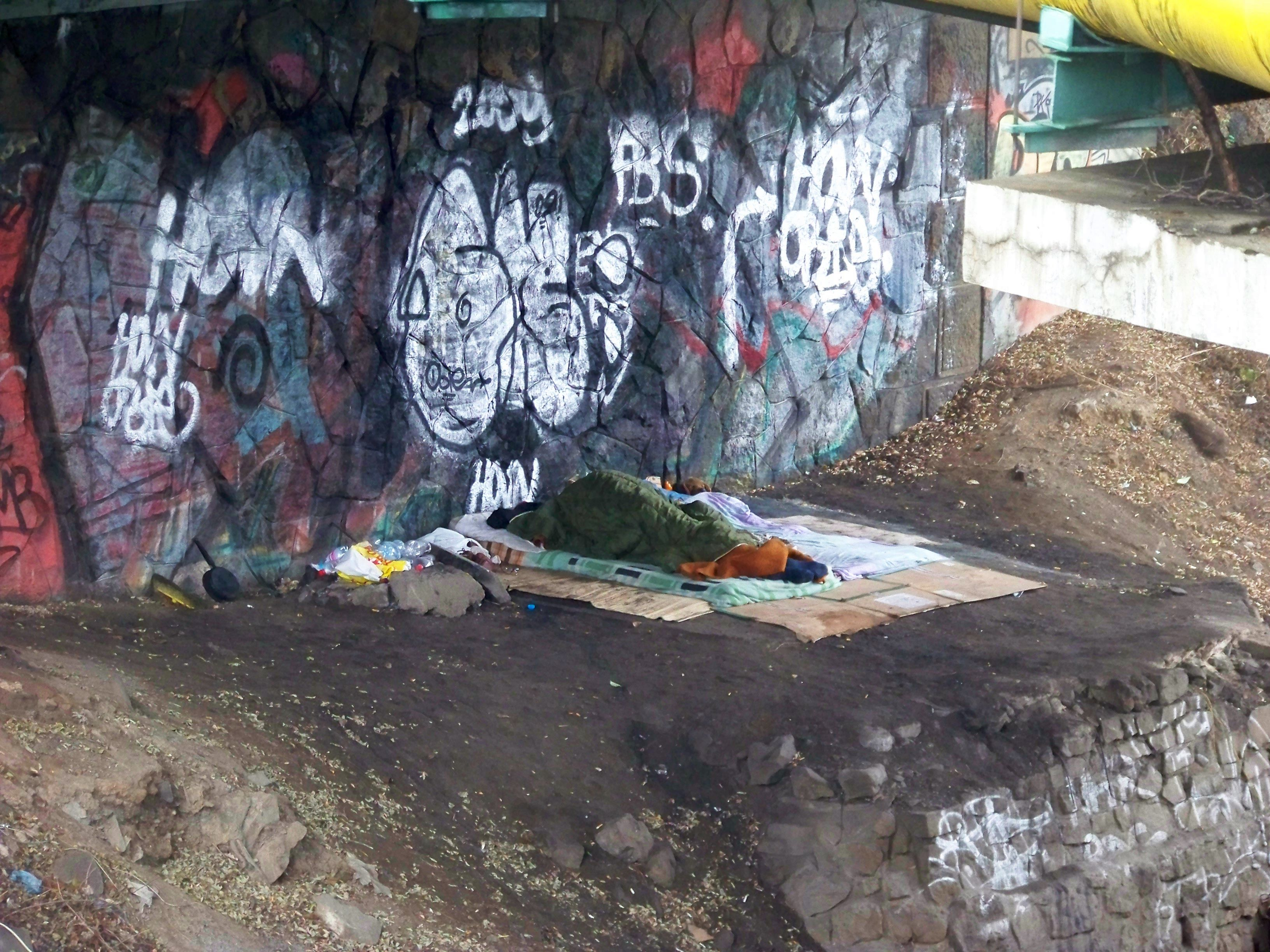
Bezdomovecké nocležiště pod mostem v Praze-Zlíchově

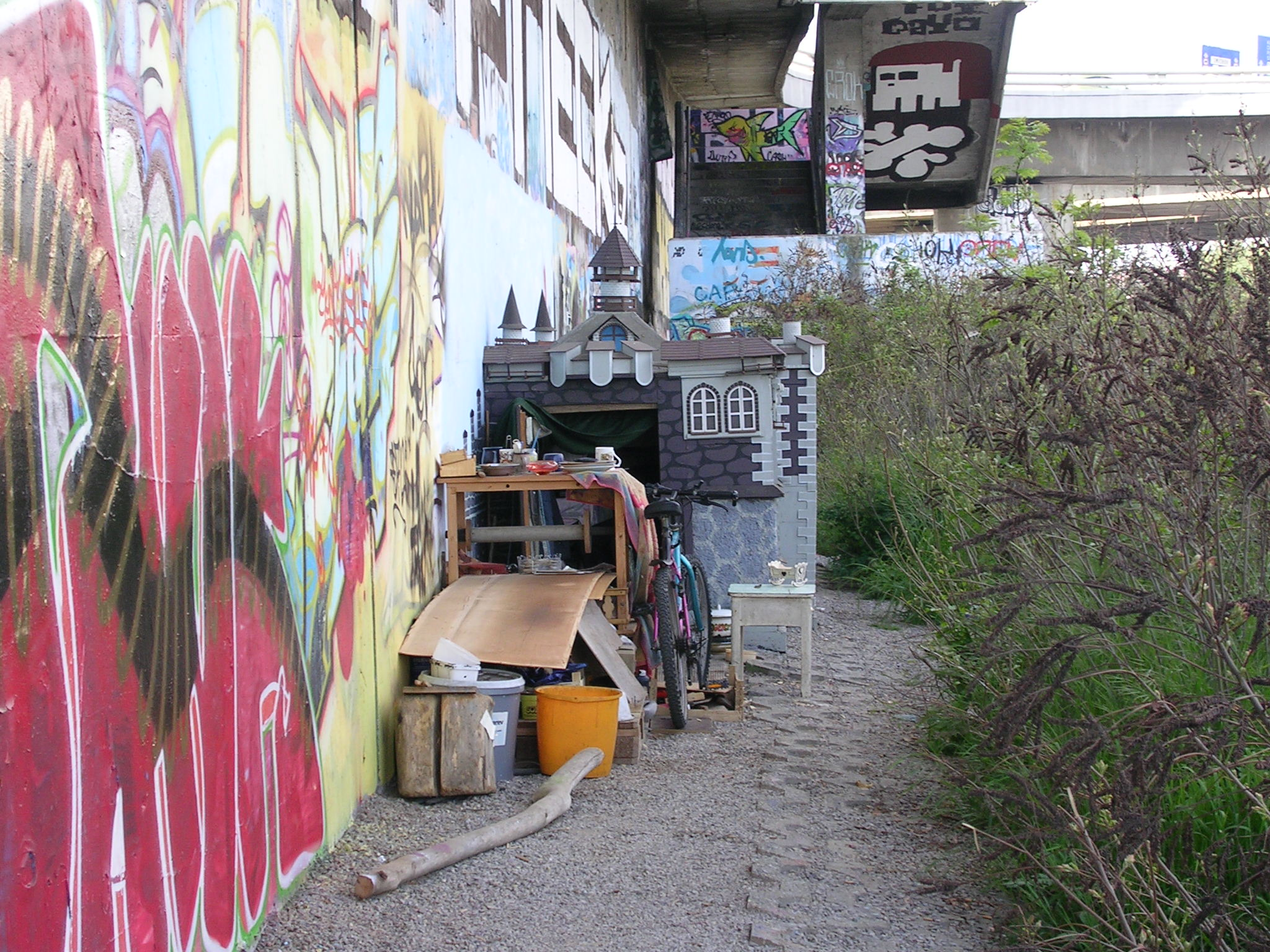
Obydlí člověka bez domova u Barrandovského mostu

Bezdomovec či bezdomovkyně je osoba postrádajíc domov či možnost dlouhodobě využívat kterékoliv přístřeší. Termín bezdomovectví pak označuje způsob života dané lidské bytosti a existenci tohoto fenoménu. Tento jev je nejvíce patrný ve velkých městech a většinou je spolu s dalšími negativními faktory charakterizováno extrémním sociálním vyloučením a psychickým i fyzickým strádáním. K bezdomovectví se váže i typologie bezdomovství ETHOS, která rozlišuje osoby bez střechy (tedy osoby bez domova, jak jsou nejčastěji vnímaní v českém kontextu), dále ale také osoby bez bytu a osoby v nejistém nebo nevyhovujícím bydlení. Pro sociální práci a další společenskovědní obory, ale i pro obce a stát je důležité pracovat i s lidmi, kteří nežijí přímo na ulici, ale v různých formách nevyhovujícího bydlení. Proto se čím dál častěji místo pojmu bezdomovectví používá širší pojem bytová nouze. V roce 2018 bylo v České republice v bytové nouzi přibližně 83 tisíc lidí, přičemž přímo na ulici přibližně 16 tisíc z nich. Lidé bez domova se většinou přesouvají do větších měst, kde existuje i větší nabídka podpůrných služeb.

## Pojmy Bezdomovec a Člověk bez domova
Od pojmu bezdomovec se někdy pro jeho stigmatizující a hanlivý nádech upouští a častěji se využívá pojem člověk/osoba bez domova. Jazykovědci ale považují výraz bezdomovec za běžný a ustálený. Podobně nezisková organizace Nový prostor (bezdomovcům a jiným sociálně znevýhodněným lidem aktivně pomáhá tím, že jim umožňuje prodej stejnojmenného časopisu) slovu bezdomovec možné negativní konotace přiznává. Rozhodla se ale, že ho bude pro jeho srozumitelnost a nejčastější výskyt používat i v budoucnu a že bude usilovat o změnu jeho obsahu.

## Bytová nouze
Pojem bytová nouze se v českých médiích i odborných textech začal objevovat v roce 2013 v souvislosti s připravovaným zákonem o sociálním bydlení a potřebou komplexněji popsat situaci lidí, kteří žijí v jiném než standardním bydlení, protože pojem bezdomovectví se začal spojovat primárně s lidmi, kteří žijí bez přístřeší, ve zjevném bezdomovectví, respektive bez střechy podle typologie ETHOS. Bytovou nouzi definuje především Koncepce sociálního bydlení České republiky 2015 – 2025, a to následovně:

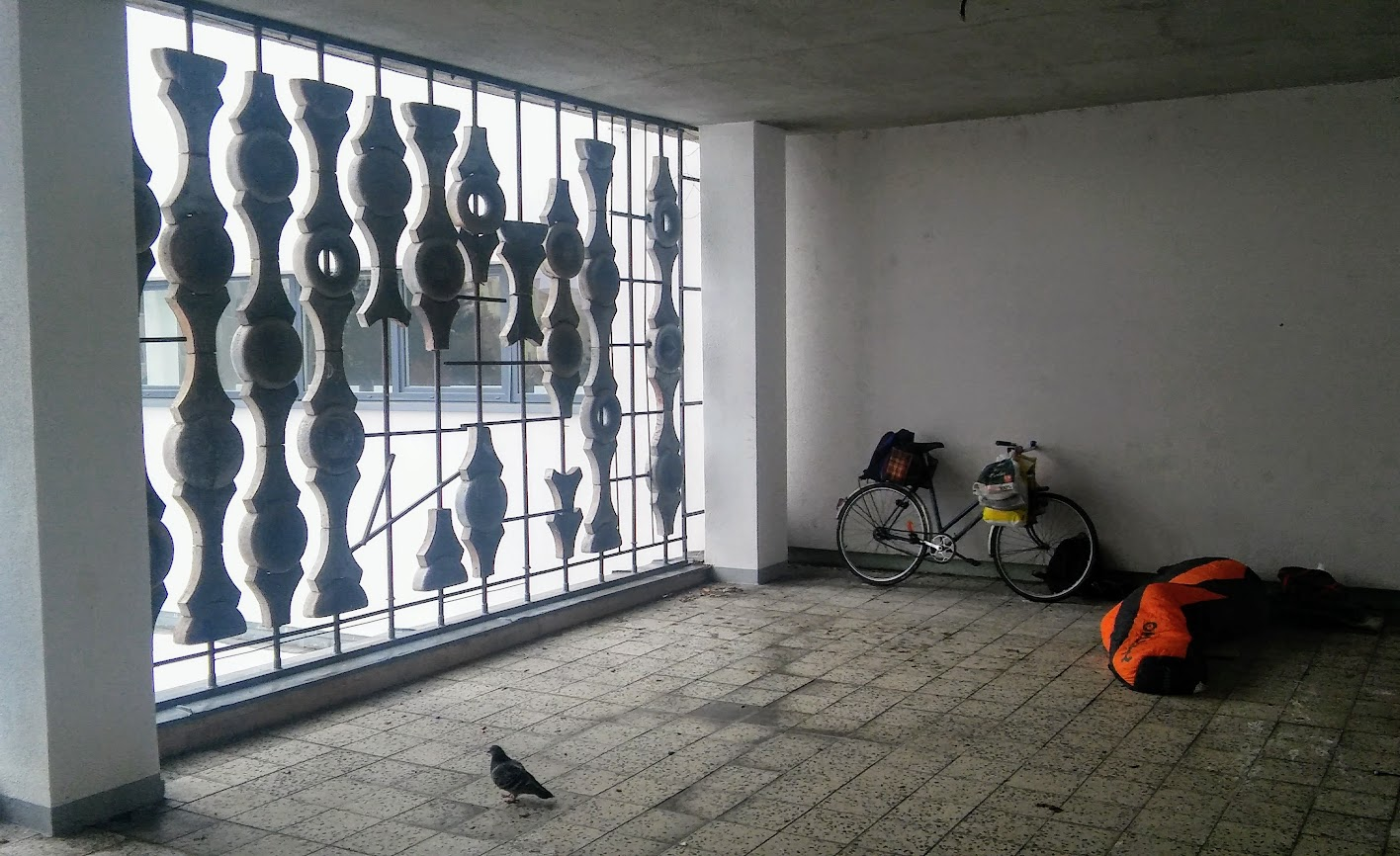
Člověk bez domova leží v chodbě nákupního centra

- Člověk bez domova leží v chodbě nákupního centraZa osobu v bytové nouzi lze označit osobu, která nemá bydlení, ke kterému by měla právní titul, případně jí hrozí vystěhování z bydlení. Dále osobu, která žije u příbuzných, u známých a nemá možnost žit jinde, osobu, která žije v technicky nevyhovujícím bydlení, v přeplněných bytech a v typech bydlení, kde nemůže realizovat svoje psychosociální potřeby. V typologii ETHOS jde o kategorie Bez bydlení, Nejisté bydlení, Nevyhovující bydlení.
- Osobou v bytové nouzi je také osoba která vynakládá na bydlení více než 40 % svých příjmů. Bere se přitom ohled na přiměřenost obývaného bytu, jeho lokalitu a vybavení domácnosti.
- Zároveň je osobou v bytové nouzi osoba, která není sama schopna svou bytovou situaci řešit.

Pro to, aby mohl být člověk považovaný za osobu v bytové nouzi, nemusí být první dva body splněné zároveň.

## Příčiny bezdomovectví

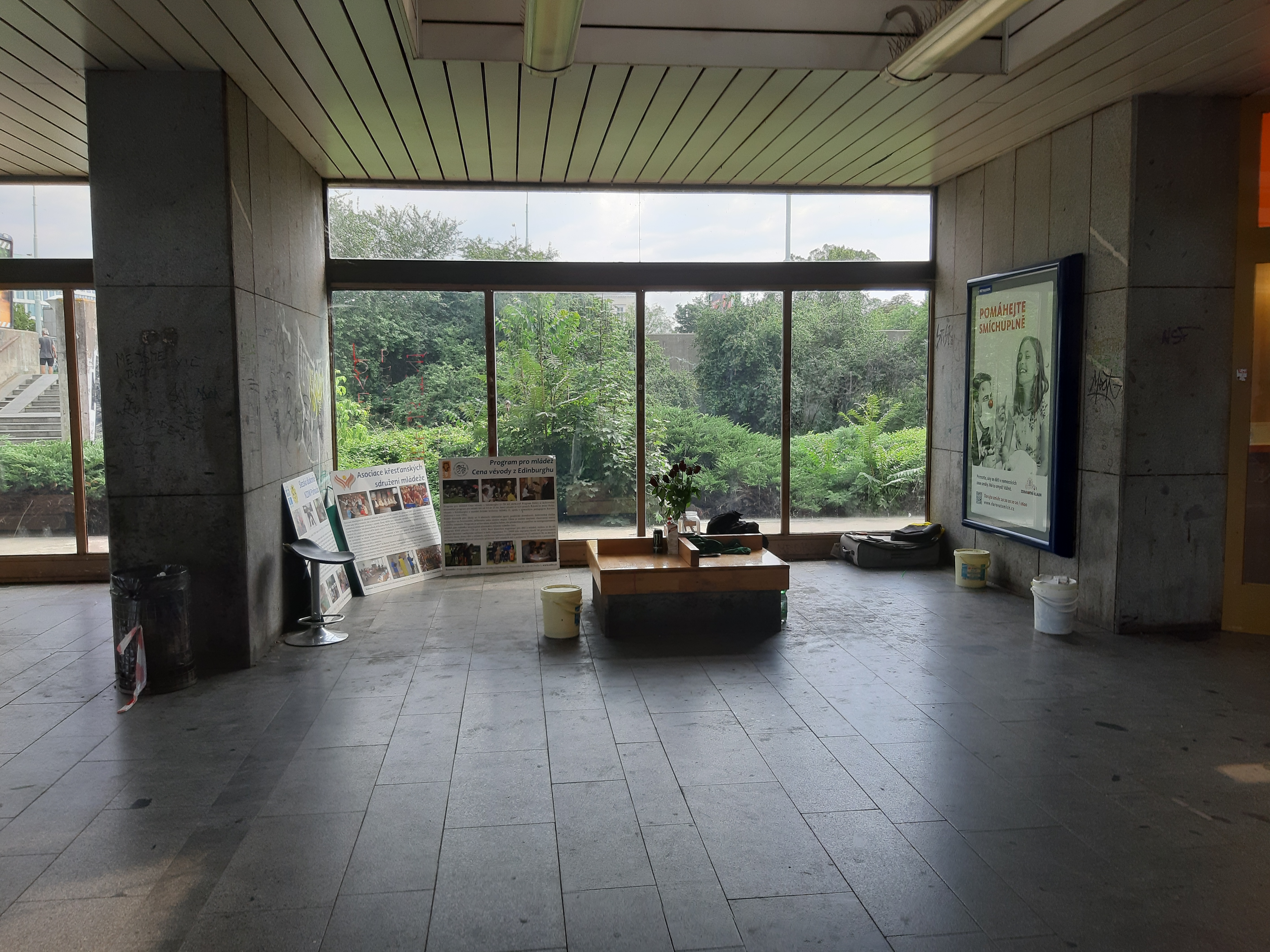
Ležení bezdomovců v pražských Holešovicích, kousek od autobusového nádraží.

K tomu, že se jedinec nebo rodina ocitne bez domova nebo v bytové nouzi nevede pouze jedna příčina. Většinou se sejde více faktorů, a ne všechny jsou na individuální úrovni ovlivnitelné. Tyto faktory lze dělit do následujících kategorií
1. Strukturální – Chudoba, nezaměstnanost, nebo nekonkurenceschopnost na trhu práce, hospodářská krize, předluženost nebo cenově nedostupné bydlení.
2. Institucionální – Dlouhodobý pobyt v institucionálních zařízeních prokazatelně[11] zvyšuje pravděpodobnost ztráty bydlení a domova. Do těchto institucí se řadí například dětské domovy, věznice nebo (psychiatrické) nemocnice. Rizikovým momentem je zejména opuštění této instituce.
3. Vztahové – Domácí násilí, ať už zažívané v dětství v rodině nebo následně v partnerských vztazích, rizikovým faktorem pro pád do bezdomovectví je i rozpad rodiny. Čím dál častěji se uvádí souvislost traumatu zažitého v dětství a následných (nejen) vztahových problémů v dospělosti, které mohou k bezdomovectví vést.[12]
4. Individuální – Duševní onemocnění (například psychotické onemocnění, nebo poruchy osobnosti), mentální postižení, chronické fyzické onemocnění, závislost na návykových látkách (například alkoholismus, toxikomanie).

Čím déle se člověk v bezdomovectví nachází, tím obtížnější je následné reintegrace do společnosti, protože jedinec se dříve či později na život na ulici adaptuje, dojde ke změně hodnot i norem. Po dobu života na ulici se navíc začnou kumulovat další faktory, které reintegraci znesnadňují (navyšování dluhů, trestná činnost). Výše uvedený výčet faktorů ukazuje, že bezdomovectví není pouze otázkou bydlení a bytové politiky státu, ale také problém sociální, přičemž pro úspěšnou reintegraci člověka bez domova je kromě samotného bydlení nutná také sociální a psychologická podpora. K návratu k obyčejnému životu lidi bez domova často přiměje nemoc, nemohoucnost, partnerství nebo rodičovství nebo spirituální zážitek.[kdo?][zdroj?]
Sociologové a psychologové popisují tři obvyklé cesty člověka do bezdomovectví.
1. První cesta – "dlouhá" – se týká lidí, kteří se už narodí do znevýhodněných podmínek. Jde např. o děti, které vyrůstaly v dětském domově. Dále jde o děti vyrůstající v rodinách, které o děti nejeví zájem, nerozvíjí je. V rodinách, kde se vyskytují patologické jevy jako alkoholismus nebo jiné závislosti, případně tam dochází k jinému zanedbávání nebo týrání dětí. Ne vždy jde o zlou vůli rodičů, mnohem častěji jde spíše o přirozené pokračování způsobu života, v němž sami vyrůstali. Existují tedy generace lidí, kteří se prakticky rodí do sociálního vyloučení. Tyto děti často nevnímají domov jako bezpečné místo nebo samy pocit domova nikdy nezažily. Nepodnětným nebo ohrožujícím výchovným prostředím u nich mohou vznikat traumata, která dále negativně ovlivňují životní dráhu těchto dětí a přivést je do bezdomovectví už ve velmi mladém věku.
2. Druhá cesta – "krátká" – se obvykle týká lidí, kteří často měli i dlouhodobé zaměstnání a byli integrovaní do společnosti. Shodou několika okolností a nevhodných strategií se přesto ocitli v bezdomovectví. Nejčastějšími vlivy jsou kombinace zadlužení, zdravotních problémů, nezaměstnanosti a neschopnosti hradit nezbytné náklady, zejména na bydlení. Mezi nevhodné strategie řešení těchto situací pak bývá únik k návykovým látkám nebo trestné činnosti, což pak nezřídka ústí v rozpad rodiny, sociálních vazeb, případně pobyt ve vězení. Pro tuto skupinu lidí jsou typické hluboké pocity selhání, viny, zoufalství a beznaděje. Propad do bezdomovectví bývá v tomto případě poměrně rychlý a cesta zpět je vzhledem ke kumulaci zadlužení, zdravotních problémů a později třeba i závislosti na návykových látkách velice obtížná.
3. Třetí cesta – "zdravotní" – se týká lidí, kteří mají vážné zdravotní problémy, ať už jde o chronická onemocnění, fyzický nebo mentální handicap, případně závažné duševní onemocnění. V bezdomovectví se mohou ocitnout proto, že nemají ve svém okolí lidi, kteří by jim poskytli dostatečnou podporu nebo dojde ke kumulaci problémů podobně jako v případě Druhé cesty. Řada lidí bez domova žije se závažným duševním onemocněním bez toho, že by byli kdykoliv v minulosti diagnostikováni nebo léčení. Zároveň se při průzkumu mezi pražskými lidmi bez domova prokázalo, že 80 % lidí bez domova trpí duševním onemocněním, které se u nich rozvinulo až v důsledku bezdomovectví např. vlivem chronického stresu.
4. Čtvrtá cesta – "dobrovolná" – se zatím vyskytuje spíše v západních zemí a týká se lidí, kteří se sami rozhodnou opustit život v běžné společnosti a po určité epizodě bezdomovectví se do společnosti opět vrací. Obecně se jedná o velice okrajový jev, naprostá většina lidí se v bezdomovectví ocitá nedobrovolně a zároveň není schopná a nemá možnost se do společnosti zpět zařadit.

## Typy bezdomovectví

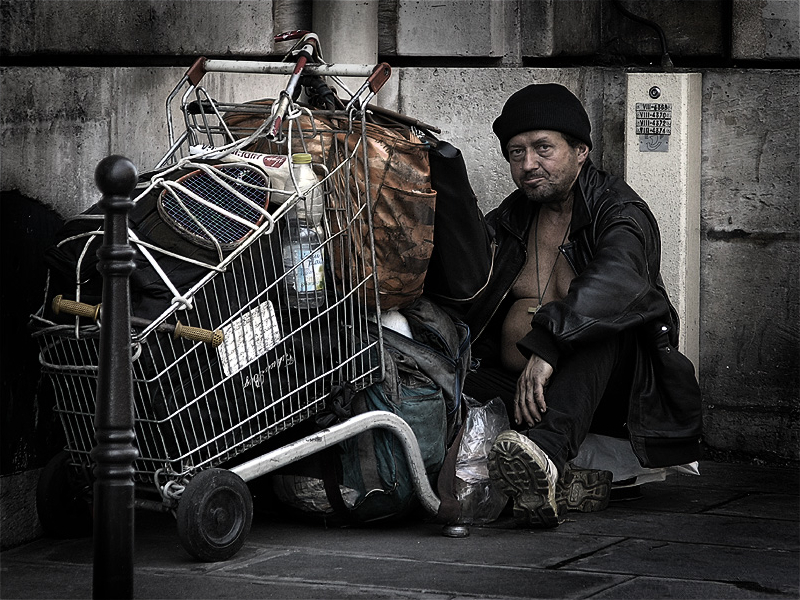
Člověk bez domova (clochard) v Paříži

Vlastimila a Ilja Hradečtí rozdělují ve své publikaci z roku 1996 bezdomovectví do tří skupin. Upozorňují zejména na to, že mimo bezdomovectví zjevného existují významné skupiny, které své bezdomovectví skrývají nebo jsou jím ohroženi:
1. Zjevné bezdomovectví. Mezi zjevné osoby bez domova se řadí osoby, které okázale žijí mimo standardní hranice sociálních norem a návyků, jsou to „lidé z nádraží a parků“. Oni sami své bezdomovectví neskrývají.
2. Skryté bezdomovectví. Mezi skryté osoby bez domova se řadí lidi, kteří jako bezdomovci žijí, ale nelze to rozlišit „na první pohled". Jedná se o lidi, kteří své bezdomovectví skrývají (zpočátku přespávají u známých) a ještě nevyhledávají sociální služby.
3. Potenciální bezdomovectví. Potenciální bezdomovci jsou lidé, kterým bezdomovectví hrozí.

### Typologie bezdomovectví ETHOS v České republice
V roce 2005 sestavila Evropská observatoř bezdomovství pro organizaci FEANTSA typologii bezdomovectví ETHOS (European Typology of Homelessness and housing exclusion). Účelem je popsat co nejvíce kategorií bytové nouze, do které nespadají jen lidé žijící zjevně bez přístřeší. Typologie ETHOS umožňuje komplexněji nahlížet na problematiku bezdomovectví a vytváří pojmový aparát i pro méně zjevné a skryté formy bytové nouze, který je jednotný napříč Evropskou unií. Typologie ETHOS je užitečným nástrojem při sběru dat a výzkumu, monitoringu bytové nouze, tvorbě politik i práci médií. Pro český kontext byla implementována v roce 2007. Pro kategorie nevyhovující a nejisté bydlení je důležité zdůraznit, že osoby žijící na těchto místech jsou považovány za osoby v bezdomovectví, pokud nemají jinou možnost standardního bydlení.
| KATEGORIE BEZDOMOVECTVÍ | SPECIFIKACE |
| ----------------------- | --- |
| Bez střechy             | Osoby přespávající venku, ve veřejných prostranstvích (odstavené vlaky, pod mostem, lavičky, nádraží, sklepy), na noclehárnách. |
| Bez bytu                | Osoby žijící na azylových domech pro muže, ženy, matky a rodiny s dětmi, oběti domácího násilí, ženy ohrožené domácím násilím žijící na skryté adrese, osoby žijící v domech na půli cesty, před opuštěním dětského domova, pěstounské péče nebo jiného ústavního zařízení pro děti a mladistvé, osoby žijící na komerčních ubytovnách, žadatelé o azyl žijící v azylových zařízení, cizinci žijící na ubytovnách, kteří nemají jinou možnost bydlení, osoby před výstupem z výkonu trestu odnětí svobody, osoby před opuštěním zdravotnického zařízení. |
| Nevyhovující bydlení    | Osoby žijící v provizorních a neobvyklých stavbách (maringotka, karavan, budovy, které nejsou určené k bydlení – kancelář, zahradní chatka, provizorní bydlení), osoby žijící v nevhodném bydlení, tedy v bydlení, které se stalo nevhodným k obývání, byť dříve mohlo být obyvatelné, osoby žijící v přelidněném bytě. |
| Nejisté bydlení         | Osoby žijící v nejistém bydlení (přechodně žijící u příbuzných nebo přátel, v podnájmu, v bydlení bez právního titulu, v nezákonně obsazené budově, na nezákonně obsazeném pozemku), osoby ohrožené vystěhováním (dostaly výpověď z bytu nebo jim hrozí vystěhování z vlastního bydlení), osoby ohrožené domácí násilím, pokud je domácí násilí nahlášené na policii. |